# باشگاه فوتبال ایلی سیتی
باشگاه فوتبال ایلی سیتی (به انگلیسی: Ely City Football Club) یک باشگاه فوتبال در شهر الی، کمبریج‌شایر، کشور انگلستان است که در سال ۱۸۸۵ میلادی تأسیس شده‌است.